# Drew Carter
Christopher Drew Carter (Solon, 5 settembre 1981) è un giocatore di football americano statunitense della NFL.

## Nella NFL
Scelto al draft dai Carolina Panthers, nella stagione 2004 non è mai sceso in campo.
Nel 2º anno (stagione 2005) ha giocato 3 partite ricevendo 5 volte per 103 yard con un touchdown.
Nel 3º anno (stagione 2006) ha giocato 14 partite 2 da titolare ricevendo 28 volte per 357 yard con 3 touchdown.
Nel 4º anno (stagione 2007) ha giocato 16 partite di cui 7 da titolare ricevendo 38 volte per 517 yard con 4 touchdown e 2 corse per 18 yard.
Nel 5º anno (stagione 2008) è passato ai Raiders, si è infortunato gravemente al legamento anteriore crociato del ginocchio sinistro nella terza partita della preseason, rimando fuori tutta la stagione. Il 25 agosto è stato messo sulla lista infortunati.